# Pakistan Navy FC
El Pakistan Navy FC es un equipo de fútbol de Pakistán que juega en la Liga Premier de Pakistán, la primera división de fútbol del país.

## Historia
Fue fundado en el año 1948 en la ciudad de Quetta en Balochistán como el equipo representante de la Marina de Pakistán además de ser el club de fútbol más viejo de Pakistán; aunque fue hasta 1984 que el club participó por primera ocasión en un torneo oficial al entrar al Campeonato Inter-Provincial.
Durante el periodo aficionado el club llegó a jugar en la Liga Premier de Pakistán donde a finales de los años 1990 e inicios de los años 2000 fue un equipo protagonista en la liga donde llegó a ser finalista nacional en 1999 y llegando a instancias finales de los torneos de copa. En 2008 obtiene su primer título importante al ganar la Copa de Pakistán venciendo 31 al KRL FC en la final jugada en Karachi.
El club termina descendiendo en la temporada 2013/14 luego de que determinara bajar la cantidad de los equipos de la liga de 16 a 12, donde solo en una temporada retornó a la primera división nacional como campeón de la segunda categoría.

## Palmarés
- Copa de Pakistán: 1

2008
- Liga PFF: 1

2014/15